# 多格错仁强错
多格错仁强错是中華人民共和國可可西里山南麓的一座大型鹹水湖，地處西藏自治区那曲市安多县岗尼乡北部，湖面海拔4787米，面积207.5平方公里。湖区气候恶劣，年均降水量100～150毫米左右，年均气温-6～-4℃以下。湖水主要靠冰雪融水径流和泉水补给。